# Norman Brownlee
Norman Edward Brownlee (Algiers (Louisiana), 7 februari 1896 - Pensacola, 9 april 1967) was een Amerikaanse jazzpianist, -saxofonist en -componist.

## Biografie
Brownlee leidde van 1920 tot 1930 in New Orleans het Brownlee's Orchestra of New Orleans, waarin o.m. Alonzo Crumby, Behrman French, Hal Jordy, Sharkey Bonano en Tom Brown speelden. Ook trompettist Emmett Hardy speelde enige tijd in zijn band. In januari 1925 nam Brownlee's Orchestra (o.a. met Harry Shields en Johnny Wiggs) twee composities van Brownlee voor Okeh Records op, "Dirty Rag“ en "Peculiar“. Hieraan kon Hardy door ziekte niet meer meewerken (hij overleed in juni 1925 aan tuberculose). Over Brownlee's leven is verder niets bekend.